# كأس ألبانيا 1994–95
كأس ألبانيا 1994–95 (بالألبانية: Kupa e Republikës 1994-95‏) هو الموسم 43 من كأس ألبانيا. أقيم خلال الفترة أغسطس 1994 وحتى 31 مايو 1995، وأشرف على تنظيمه اتحاد ألبانيا لكرة القدم، وفاز فيه نادي تيوتا دورس.